# William Vincent Wallace
William Vincent Wallace, född 11 mars 1812 i Waterford, död 12 oktober 1865 i Sauveterre-de-Comminges, departementet Haute-Garonne, var en irländsk violinist, dirigent och kompositör. 

## Biografi
William Vincent Wallace föddes 1812. Wallace var vid 19 års ålder violinist och dirigent i Dublin, då honom för en sjukdom ordinerades en längre sjöresa, vilket gav anledning till en vidsträckt konserttur, ofta under romantiska äventyr och faror, genom Australien, Nya Zeeland, Indien, Sydamerika, Nordamerika, England och Belgien, tills han 1853 definitivt bosatte sig i Europa och därefter levde ömsom i London och i Paris. Han skrev för London åtskilliga operor (bland annat Maritana, Matilda of Hungary, Lurline, The Amber Witch och The Desert Flower) och var i synnerhet en omtyckt kompositör av salongsmusik för piano. Han avled 1865.